# مجاط (إقليم شيشاوة)
مجاط هي قرية وجماعة قروية تقع في إقليم شيشاوة بجهة مراكش آسفي، المغرب، وبلغ عدد سكانها 13.285 نسمة حسب الإحصاء العام للسكان والسكنى لسنة 2014.